# تپه گل درسی
تپه گل درسی مربوط به هزاره اول قبل از میلاد است و در ۱۲ کیلومتری جنوب غربی تکاب واقع شده و این اثر در تاریخ ۱۷ خرداد ۱۳۳۵ با شمارهٔ ثبت ۱۲۴۵ به‌عنوان یکی از آثار ملی ایران به ثبت رسیده است.